# Parafia św. Marii Magdaleny w Kasinie Wielkiej
Parafia św. Marii Magdaleny w Kasinie Wielkiej - parafia rzymskokatolicka, należąca do dekanatu Mszana Dolna w archidiecezji krakowskiej. Opiekę nad nią sprawują księża diecezjalni.
Odpust parafialny obchodzony jest dwukrotnie: 22 lipca, w święto Marii Magdaleny, w starym kościele oraz 26 sierpnia, w święto Matki Bożej Częstochowskiej, w nowym kościele. 
Proboszczem parafii jest ks. Wiesław Maciaszek.
Do parafii Kasina Wielka należą wsie: Kasina Wielka (2300 parafian) Przymiarki (530 parafian).

## Historia
Na początku swego istnienia Kasina należała do obszaru administrowanego przez zakon cystersów ze Szczyrzyca. Od 1430 wieś należała do parafii w Skrzydlnej i zarządzana była przez zakon Dominikanów z Krakowa. W XVI wieku Jan Niewiarowski ufundował kościół (poświęcony w 1624), który jednak został rozebrany w 1678. Na jego miejscu wzniesiono zachowany do dziś kościół pod wezwaniem św. Marii Magdaleny.
Samodzielna parafia w Kasinie Wielkiej erygowana została 25 grudnia 1804, a pierwszym proboszczem mianowany został ksiądz Wojciech Kalatowicz.
Na początku lat 80. XX wieku podjęto starania o zezwolenie na budowę nowej świątyni. Budowa trwała kilkanaście lat, a jej ukoronowaniem było poświęcenie kościoła przez biskupa Franciszka Macharskiego 22 lipca 1999 roku.

## Kościoły
Pierwotnie we wsi istniał kościół, który prawdopodobnie spłonął ok. XV wieku. 
Funkcję kościoła parafialnego od 1987 pełni nowy kościół pw. Matki Bożej Częstochowskiej. 
Ponadto posługa duszpasterska sprawowana jest w jeszcze dwóch świątyniach: w zabytkowym kościółku pw. św. Marii Magdaleny oraz w kaplicy Matki Bożej Anielskiej na osiedlu Chęcie.